# Первое Мая (Жайылский район)
Первое Мая (кирг. Биринчи Май) — село в Жайылском районе Чуйской области Кыргызстана. Входит в состав Суусамырского аильного округа. Код СОАТЕ — 41708 209 830 03 0.

## Население
| год     | 2009 | 2014 | 2015 |
| ------- | ---- | ---- | ---- |
| человек | 685  | 884  | 902  |